# Islamiska republikanska partiet
Islamiska republikanska partiet (IRP) var ett islamistiskt politiskt parti i den islamiska republiken Iran, grundat den 19 februari 1979 och upplöst den 2 juni 1987.

## Historia
IRP grundades som ett islamistiskt parti den 19 februari 1979, efter att revolutionsledaren Ruhollah Khomeini den 1 februari återvänt från sin exil i Frankrike och tillsammans med andra iranska religionslärda grundlagt den islamiska revolutionen. Partiets program var avsett att understödja och påskynda islamiseringen av Iran.
Bland de grundande medlemmarna fanns Mohammad Beheshti, Mousavi Ardebili, Mohammed Reza Mahdavi-Kani, Seyyed Ali Khamenei, Ali Akbar Hashemi Rafsanjani och Muhammed Javad Bahonar.

### Attentat
Den 28 juni 1981 utsattes partihögkvarteret för ett bombattentat, varvid Beheshti och minst 70 andra personer dödades. Andra källor uppger antalet döda till 84. Det oppositionella partiet Folkets mujahedin utpekades som ansvariga, men förnekade all inblandning. En ung student  vid namn Mohammad Reza Kolahi ska under täckmantel av att vara ljudtekniker ha placerat ut bomben  på uppdrag av Mujahedin. Kolahi hittades dock aldrig, och ingen grupp eller person har ställts inför rätta för attentatet. Konspirationsteorier har gjort gällande att attentatet istället var en uppgörelse mellan rivaliserande fraktioner inom IRP. 

### Nedgång och upplösning
Den 15 april 1984 uppnådde IRP för första gången inte egen majoritet i parlamentsvalet. Mot slutet av 80-talet intensifierades fraktionsbildningen inom IRP kring frågor som Iran–Irak-kriget, Irans förhållande till omvärlden, samt ekonomiska frågor. När partiet upplöstes den 2 juni 1987 hade det fullgjort sin ursprungliga uppgift att stödja revolutionen, men bedömare har också pekat på en splittring inom IRP.
Ahmad Mneisi skriver i sin artikel The Powershift within Iran's Rightwing: 
"medan de var eniga kring idén om den teologiska staten under ett partis paraply, var de oeniga om en rad frågor som gällde i vilken utsträckning religionen skulle utöva kontrollen över det politiska livet".
Enligt Daniel Brumberg, var IRP:s upplösning en följd av en dispyt mellan president Ali Khamenei och den "radikale, populistiske" premiärministern Mir-Hossein Mousavi. Partiet ska ha varit ett fäste för radikal aktivism till stöd för Mousavi.